# 25 de gener
El 25 de gener és el vint-i-cinquè dia de l'any del calendari gregorià. Queden 340 dies per finalitzar l'any i 341 en els anys de traspàs.

## Esdeveniments
Països Catalans
- 1151 - Riudoms (Baix Camp): El príncep normand Robert d'Aguiló fa donació de la terra de Riudoms al cavaller Arnau de Palomar amb la condició de construir-hi un castell, fet que es considera com la fundació del poble.
- 1711 - Girona és ocupada per tropes borbòniques.
- 1938 - Una aurora boreal és visible a Catalunya.[1]
- 1959 - Basílica de Sant Pau Extramurs, Roma: El papa Joan XXIII anuncia que convoca el XXI Concili ecumènic conegut com a Concili del Vaticà II
- 1981 - Un grup d'intel·lectuals signa el Manifest dels 2.300 en contra de la política lingüística i la discriminació del castellà feta per la Generalitat de Catalunya.
- 2010 - València: Diversos partits polítics i plataformes de l'àmbit valencianista, progressisme i ecologista creen la Coalició Compromís.

Resta del món
- 1569 - Amèrica, colònies espanyoles: Felip II hi estableix el Tribunal de la Inquisició.
- 1817 - Roma: estrena de La Cenerentola de Gioacchino Rossini al Teatro Valle.
- 1971 - Los Angeles, EUA: Charles Manson, Susan Atkins i Patricia Krenwinkel són declarats culpables dels assassinats de Sharon Tate i els seus amics i del matrimoni LaBianca i condemnats a mort.
- 2019 - Brumadinho, estat de Minas Gerais, Brasil: Col·lapse de la presa de Brumadinho, que va causar la pèrdua de 270 vides, la pitjor catàstrofe del segle a Amèrica.[2]

## Naixements
Països Catalans
- 1233 - Palma: Ramon Llull, escriptor, filòsof, místic, teòleg, professor i missioner (m. ca 1315).[3]
- 1863 - Barcelona: Joan Brull i Vinyoles, pintor català de finals del segle xix, representant del simbolisme català (m. 1912).
- 1869 - Barcelona: Carme Bonaplata i Cuní, soprano catalana (m. 1911).[4]
- 1874 - Palma: Paula Cañellas Alba, mestra krausista i feminista mallorquina (m. 1940).[5]
- 1906 - València: Tina de Jarque, vedet, actriu i cantant catalana (m. 1937).[6]
- 1911 - Barcelona: Carme Millà Tersol, dibuixant i cartellista anarquista catalana.[7]
- 1914 - Vic: Maria Dolors Orriols i Monset, escriptora catalana (m. 2008).[8]
- 1921 - Llíria: Juan Vicente Mas Quiles, compositor i director d'orquestra i banda valencià.
- 1928 - Barcelona: Adolfo Marsillach i Soriano, actor, autor dramàtic, director de teatre i escriptor català (m. 2002).
- 1931 - Barcelona: Roser Bofill i Portabella, periodista catalana, pionera en el periodisme religiós (m. 2011).[9]
- 1940 - Vic: Lluís Solà i Sala, poeta, dramaturg i traductor català.[10]
- 1950 - València: Josepa Cucó i Giner, antropòloga social valenciana, membre de l'IEC.[11]
- 1952 - València: Manuel Llorente Martín, empresari valencià, president del València CF (2009- 2013).
- 1970: 
  - Barcelona: Tomàs Jofresa i Prats, jugador de bàsquet català.
  - Barcelona: Jordi Valls i Pozo, poeta català, primer Poeta de la Ciutat.
- 1976 - Barcelona: Gisela Morón Rovira, nedadora de natació sincronitzada, guanyadora d'una medalla olímpica als Jocs de Pequín.[12]
- 1977- Vic: Marta Rovira i Vergés, advocada i política; secretària general d'Esquerra Republicana de Catalunya.[13]
- 1980 - Terrassa: Xavier Hernández i Creus, ex jugador de futbol del Futbol Club Barcelona.

Resta del món
- 1477 - Nantes: Anna de Bretanya, reina de França i duquessa de Bretanya (m. 1514).[14]
- 1874 - París (França): William Somerset Maugham, escriptor britànic (m. 1965).
- 1882 - Londres (Anglaterra): Virginia Woolf, escriptora i editora anglesa (m. 1941).[15]
- 1894 - 
  - Liptovský Mikuláš, Eslovàquia: Janko Alexy, pintor i escriptor eslovac.
  - Hèlsinki: Aino Aalto, arquitecta i dissenyadora finesa pionera (m. 1949).[16]
- 1905 - Caldwell, Texas: Julia Smith, pianista, compositora i escriptora musical estatunidenca (m. 1989).[17]
- 1913 - Varsòvia, Polònia: Witold Lutosławski, compositor polonès (m. 1994).[18]
- 1917 - Moscou (Rússia): Ilià Prigogin, químic belga d'origen soviètic, Premi Nobel de Química 1977 (m. 2003).
- 1922 - Gènova (Itàlia): Luigi Luca Cavalli-Sforza, genetista, Premi Internacional Catalunya 1993 (m. 2018).
- 1923 - Uppsala (Suècia): Arvid Carlsson, metge, Premi Nobel de Medicina o Fisiologia de l'any 2000 (m. 2018).
- 1927 - Rio de Janeiro (Brasil): Antônio Carlos Jobim, cantautor brasiler (m. 1994).[19]
- 1933 - Paniqui, Filipines: Corazón Aquino, política filipina, que fou Presidenta de les Filipines, la primera dona cap d'estat a Àsia (m. 2009).[20]
- 1938 - Los Angeles: Etta James –Jamesetta Hawkins–, cantant estatunidenca de blues, soul, gospel, jazz… (m. 2012).[21]
- 1943 - Austin, Texas, Estats Units: Tobe Hooper fou un director de cinema estatunidenc (m. 2017).
- 1944 - Gan (França): Paule Constant, escriptora francesa, Premi Goncourt 1998.[22]
- 1947
  - Zamora: Ángel Nieto Roldán, pilot de motociclisme de velocitat 13 cops Campió del Món (m. 2017).
  - Toronto, Ontario, Canadà:  Mia Kirshner, actriu canadenca.
- 1948 - Sydney, Austràlia: Ros Kelly, ministra en els governs de Bob Hawke i Paul Keating.
- 1949 - Londres (Anglaterra): Paul Nurse, bioquímic anglès, Premi Nobel de Medicina o Fisiologia de l'any 2001.
- 1952 - Pequín (Xina): Liu He, economista i polític xinès, un dels quatre viceprimers-ministres del Govern xinès (2018-).
- 1976 - Malmö, Escània, Suècia: Elisabet Strid, soprano sueca.[23]
- 1981 - Manhattan, Nova York (EUA): Alicia Keys, cantant i compositora de R&B estatunidenca.[24]
- 1982 - 
  - Salamanca: Sheila Blanco, cantant i compositora espanyola.[25]
  - Roma: Noemi, cantant, cantautora i compositora italiana.

## Necrològiques
Països Catalans
- 1829 -Terrassa: Antoni Bosch i Cardellach, metge, arxiver i historiador català.
- 1962 - Illa, Rosselló: Josep Sebastià Pons, escriptor nord-català (n. 1886).
- 1978 - Barcelona: Joaquim Viola i Sauret, polític català, afusellat per EPOCA (n. 1913).

Resta del món
- 1886 - Santa Rosa de Colmo (Quintero, Xile): Benjamín Vicuña Mackenna, historiador xilè.
- 1937 - Pavia: Rina Monti, biòloga, fisiòloga i zoòloga italiana, primera dona a obtenir càtedra universitària a Itàlia (n. 1871).[26]
- 1947 - Miami (la Florida, EUA): Al Capone, gangster estatunidenc d'origen napolità, més conegut per Scarface (n. 1899).
- 1961 - Moscou: Nadejda Udaltsova, artista russa, representant prominent de l'avantguarda russa en la pintura (n. 1886).[27]
- 1970 - París: Jane Bathori, soprano francesa (n. 1877).[28]
- 1985 - París (França): Kenny Clarke, bateria de jazz estatunidenc, inventor de la bateria moderna (n. 1914).
- 1988 - Paso Robles, Califòrnia (EUA): Colleen Moore, actriu nord-americana (n. 1899).[29]
- 1990 - Londres (Anglaterra): Ava Gardner, actriu nord-americana (n. 1922).[30]
- 2004 - Hoofddorp: Fanny Blankers-Koen, atleta neerlandesa, primera a guanyar quatre medalles olímpiques d'or, una de les més destacades de tots els temps (n. 1918).[31]
- 2015 - Atenes, Grècia: Demis Roussos, cantant i baixista grec (n. 1946).
- 2016 - Bex, Suïssa: Denise Duval, soprano lírica francesa coneguda per les seves interpretacions de Francis Poulenc (n. 1921).[32]
- 2017 - Cromer, Regne Unit: John Hurt, actor anglès (n. 1940).[33]
- 2018 - 
  - Victòria, Austràlia: Hope Black, científica australiana, biòloga i malacòloga marina (n. 1918).[34]
  - Managua, Nicaragua: Claribel Alegría, escriptora i periodista nicaragüenca (n. 1924).[35]

## Festes i commemoracions
- Onomàstica: Conversió de l'apòstol sant Pau; Ananies de Damasc; Bretanió de Tomis, bisbe; Palemó de Tabenna, anacoreta; beat Enric de Seuse, místic dominic; beat Manuel Domingo i Sol, prevere i fundador de la Fraternitat dels Sacerdots Operaris Diocesans del Sagrat Cor de Jesús.
- Festa major de Sant Pere de Ribes (Garraf).
- Festa local de Sant Pol de Mar, a la comarca del Maresme.
- Escòcia: Burns Supper, sopar en honor del poeta nacional, Robert Burns.